# Spodoptera glaucistriga
Spodoptera glaucistriga är en fjärilsart som beskrevs av Walker 1856. Spodoptera glaucistriga ingår i släktet Spodoptera och familjen nattflyn. Inga underarter finns listade i Catalogue of Life.